# گل‌سان‌زیان
گُل‌سان‌زیان یا رده آنتوزوآ، پولیپ‌های دریایی به شکل گل هستند و به اندازه‌های کوچک یا بزرگ یافت می‌شوند. بافت و ترکیب آنها نسبتاً محکم است و به علت وضع مری و دیواره‌های داخلی آن به تقارن دو شعاعی، تمایل دارند. همگی به شکل پولیپ هستند که معمولاً بر روی تخته‌سنگ‌ها ثابت می‌باشند و هیچ نوع تغییر محل نمی‌دهند. گاهی جدا و منفرد زندگی می‌کنند ولی غالباً کلنی‌های بزرگ درست می‌کنند. این جانوران در آب‌های گرم سطحی فراوان هستند ولی بعضی در آنها در دریاهای قطبی ساکن هستند و گونه‌های مختلف از خطوط جزر و مد تا اعماق ۵۳۰۰ متری یافت می‌شوند. رده آنتوزوآ کنیداریاهای کاملاً دریایی بوده که منحصراً به صورت پولیپ مشاهده می‌شوند.

## زیررده‌ها و راسته‌ها
رده آنتوزوآ به دو زیر رده تقسیم می‌شود:
- زیررده آلسیوناریا Alcyonaria یا اکتاکورالیا(Octacoralia) یا مرجان‌های هشت‌تیغه‌ای.
- زیررده زوآنتاریا (zoantariaZoantaria) زیر رده زوآنتاریا نام دیگر آن مرجان‌های سنگی می‌باشد. دارای اسکلت آهکی می‌باشند. اسکلت یک پولیپ تنها یا هر یک از افراد کلنی را «کورالیت»(Corallite) و اسکلت یک مجموعه کلنی را «کورالوم»(Corallum) می‌نامند.

زیررده زوآنتاریا به سه راسته تقسیم می‌شود: * راسته روگوزا(Rugosa) یا تتراکورال‌ها (Tetracorales) یا مرجان‌های چهار تیغه‌ای.
- راسته مرجان‌های تخته‌ای (تابولاتا)[۱]
- راسته مرجان‌های سنگی [۲] یا مرجان‌های شش‌تیغه‌ای [۳].

|  | \| \| شقایق دریایی \| \| \| \| \| \| مرجان سیاه \| \| \| \| \| \| Corallimorpharia \| \| \| \| \| \| مرجان‌های سنگی \| \| \| \| \| \| فرش‌مرجان‌سانان \| \| \| \| |
|  | |
|  | شقایق دریایی |
|  | |
|  | مرجان سیاه |
|  | |
|  | Corallimorpharia |
|  | |
|  | مرجان‌های سنگی |
|  | |
|  | فرش‌مرجان‌سانان |
|  | |

|  | شقایق دریایی     |
|  |                  |
|  | مرجان سیاه       |
|  |                  |
|  | Corallimorpharia |
|  |                  |
|  | مرجان‌های سنگی    |
|  |                  |
|  | فرش‌مرجان‌سانان    |
|  |                  |

|  | مرجان نرم    |
|  |              |
|  | Helioporacea |
|  |              |
|  | قلم دریایی   |
|  |              |

|  | Penicilaria |
|  |             |
|  | Spirularia  |
|  |             |